# Philip Hugh Whitby Hicks
Philip Hugh Whitby Hicks, britanski general, * 25. september 1895, Warwick, † 8. oktober 1967, Hartley Wintney.